# Diethard Huygen
Diethard Huygen est un handballeur belge né le 18 mai 1975. 